# キースホンド
キースホンド（蘭：Keeshond）とは、オランダ原産の中型犬である。
狼のような毛色と、2層のふくよかな毛並みを持つことから「ウルフ・スピッツ」とも呼ばれるが、ジャーマン・ウルフスピッツとは別の犬種である。

## 歴史
祖先はチャウチャウ、キースホンドは、18世紀のオランダ愛国党のキース・ド・ギズラーが飼っていた犬に由来する。その後、愛国者のシンボルとして描かれるようになるが、内戦で愛国党が反体制派となったのを契機に飼育数が激減する。キースホンドにとっては不毛の時代となるが、1920年以降、バン・ハルデンブルック男爵夫人の尽力等により再び勢力を盛り返し、1930年にはアメリカンケネルクラブの公認を得て現在に至っている。

## 特徴
豪華な2層のたてがみのような飾り毛が、体を守るように生えている。 人なつこい性格で、学習能力も高い。